# Jackhead 43
Jackhead 43 är ett reservat i Kanada.   Det ligger i provinsen Manitoba, i den sydöstra delen av landet, 1 700 km väster om huvudstaden Ottawa. Jackhead 43 ligger vid sjön Raven Lakes.
I omgivningarna runt Jackhead 43 växer i huvudsak blandskog. Trakten runt Jackhead 43 är nära nog obefolkad, med mindre än två invånare per kvadratkilometer.